# Le Leff communauté
Le Leff communauté est une ancienne communauté de communes française, située dans le département des Côtes-d'Armor, en région Bretagne.

## Histoire
La communauté de communes du Pays de Châtelaudren - Plouagat est créée le 31 mai 1995 et regroupe treize des quinze communes des cantons de Châtelaudren et Plouagat. Elle a succédé au SIVOM de Châtelaudren-Plouagat, fondé le 27 novembre 1969, à l'initiative de Léon Le Dû, maire de Châtelaudren à l'époque. Il consititue d'ailleurs le premier syndicat intercommunal à vocation multiple des Côtes-du-Nord.
Membre du SIVOM jusqu'à la transformation de celui-ci en communauté de communes, Tréméloir décide de rejoindre le District du Pays de Saint-Brieuc.
En février 2007, l'intercommunalité est rebaptisée Communauté de communes « Le Leff Communauté ».
Dissoute le 31 décembre 2016, l'intercommunalité fusionne avec la communauté de communes Lanvollon - Plouha pour former Leff Armor Communauté, composée de 28 communes et de près de 31 000 habitants.

## Territoire communautaire

### Géographie
Située dans le pays historique du Goëlo, au centre-nord du département, la communauté de communes regroupait treize communes des anciens cantons de Châtelaudren et Plouagat, à l'exception de Goudelin et Tréméloir.

### Composition
Elle était composée des 13 communes suivantes :
| Nom                  | Code Insee | Gentilé         | Superficie (km2) | Population (dernière pop. légale) | Densité (hab./km2) |
| -------------------- | ---------- | --------------- | ---------------- | --------------------------------- | ------------------ |
| Châtelaudren (siège) | 22038      | Châtelaudrinais | 0,46             | 985 (2014)                        | 2 141              |
| Boqueho              | 22011      | Boquésiens      | 27,12            | 1 084 (2014)                      | 40                 |
| Bringolo             | 22019      | Bringolois      | 9,38             | 447 (2014)                        | 48                 |
| Cohiniac             | 22045      | Cohiniacais     | 12,26            | 393 (2014)                        | 32                 |
| Lanrodec             | 22116      | Lanrodéciens    | 31,92            | 1 269 (2014)                      | 40                 |
| Plélo                | 22182      | Plélotins       | 43,38            | 3 355 (2014)                      | 77                 |
| Plerneuf             | 22188      | Plerneucois     | 8,30             | 1 032 (2014)                      | 124                |
| Plouagat             | 22206      | Plouagatins     | 31,98            | 2 790 (2014)                      | 87                 |
| Plouvara             | 22234      | Plouvaratins    | 22,19            | 1 138 (2014)                      | 51                 |
| Saint-Fiacre         | 22289      | Saint-Fiacrois  | 9,70             | 218 (2014)                        | 22                 |
| Saint-Jean-Kerdaniel | 22304      | Kerdanielais    | 11,12            | 611 (2014)                        | 55                 |
| Saint-Péver          | 22322      | Saint-Péverois  | 13,13            | 420 (2014)                        | 32                 |
| Trégomeur            | 22356      | Trégomeurois    | 10,37            | 936 (2014)                        | 90                 |

### Démographie
| 1999   | 2006   | 2009   | 2013   | 2014   | 2015   |
| ------ | ------ | ------ | ------ | ------ | ------ |
| 11 632 | 13 075 | 13 864 | 14 492 | 14 678 | 14 781 |

## Administration

### Siège
Le siège de la communauté de communes était à Châtelaudren, 31 rue de la Gare.

### Conseil communautaire
Les 37 conseillers titulaires étaient répartis selon le droit commun comme suit :
| Nombre de conseillers | Communes                                                                       |
| --------------------- | ------------------------------------------------------------------------------ |
| 5                     | Plélo, Plouagat                                                                |
| 3                     | Boqueho, Châtelaudren, Lanrodec, Plerneuf, Plouvara                            |
| 2                     | Bringolo, Cohiniac, Saint-Jean-Kerdaniel, Saint-Péver, Trégomeur, Saint-Fiacre |

### Élus
La communauté de communes était administrée par un conseil communautaire constitué en 2014 de 37 conseillers communautaires.
À la suite des élections municipales de 2014 dans les Côtes-d'Armor, le conseil communautaire du 22 avril 2014 avait réélu son président, René Guilloux, maire de Plouvara, ainsi que ses 11 vice-présidents. La liste des vice-présidents était alors la suivante :
|     | Attributions                                                     | Identité               | Qualité                         |
| --- | ---------------------------------------------------------------- | ---------------------- | ------------------------------- |
| 1er | Personnel                                                        | Jean-Baptiste Le Verre | Maire de Saint-Jean-Kerdaniel   |
| 2e  | Aménagement des zones et promotion économique                    | Jean-Pierre Le Goux    | Maire de Lanrodec               |
| 3e  | Enfance et jeunesse                                              | Denis Follet           | 1er adjoint au maire de Plélo   |
| 4e  | Environnement, SPANC, valorisation des déchets et assainissement | Jean-Paul Le Vaillant  | Maire de Châtelaudren           |
| 5e  | Affaires sociales et service à la population                     | Béatrice Tanguy        | Maire de Boquého                |
| 6e  | Culture                                                          | Bernard Connan         | Adjoint au maire de Plouagat    |
| 7e  | Tourisme et communication                                        | Hervé Rouault          | Maire de Bringolo               |
| 8e  | Développement local et habitat social                            | Denis Manac'h          | Maire de Trégomeur              |
| 9e  | Bâtiments, équipements et travaux                                | Yves Bienvenu          | Adjoint au maire de Plouagat    |
| 10e | Protection des territoires et ressources naturelles              | Jean Jourden           | Maire de Saint-Péver            |
| 11e | Sports et loisirs                                                | Chantal Vérité         | Conseillère municipale de Plélo |

### Liste des présidents
| Période                                    | Période       | Identité            | Étiquette   | Qualité                                                                      |
| ------------------------------------------ | ------------- | ------------------- | ----------- | ---------------------------------------------------------------------------- |
| Syndicat intercommunal à vocation multiple |               |                     |             |                                                                              |
| novembre 1969                              | 1974          | Léon Le Dû          |             | Maire de Châtelaudren (1965 → 1971)                                          |
| 1974                                       | avril 1983    | Pierre de Catuelan  | RI puis UDF | Maire de Bringolo (1971 → 1995) Conseiller général de Plouagat (1973 → 1992) |
| avril 1983                                 | avril 1989    | Alain Le Pomellec   |             | Maire de Cohiniac (1953 → 2001)                                              |
| avril 1989                                 | juillet 1995  | Paul Kervarec       | PS          | Maire de Plouagat (1977 → 2001)                                              |
| Communauté de communes                     |               |                     |             |                                                                              |
| juillet 1995                               | février 1997  | Alain Le Dû         | SE          | Maire de Châtelaudren (1989 → 2001)                                          |
| février 1997                               | avril 2001    | Jean-Pierre Le Goux | UDF         | Maire de Lanrodec (1989 → 2024) Conseiller général de Plouagat (1992 → 2015) |
| avril 2001                                 | décembre 2016 | René Guilloux       | PS          | Maire de Plouvara (1995 → 2014)                                              |

### Compétences
Le Leff communauté intervenait dans de nombreux domaines :
- Aménagement de l’espace ;
- Politique du logement et du cadre de vie ;
- Développement économique ;
- Promotion et développement touristique ;
- Protection et mise en valeur de l'environnement ;
- Services et équipements sportifs, culturels et de loisirs ;
- Petite enfance ;
- Action sociale ;
- Action visant l’amélioration des conditions de vie des personnes âgées ;
- Enseignement ;
- Solidarité.